# Kees Pellenaars

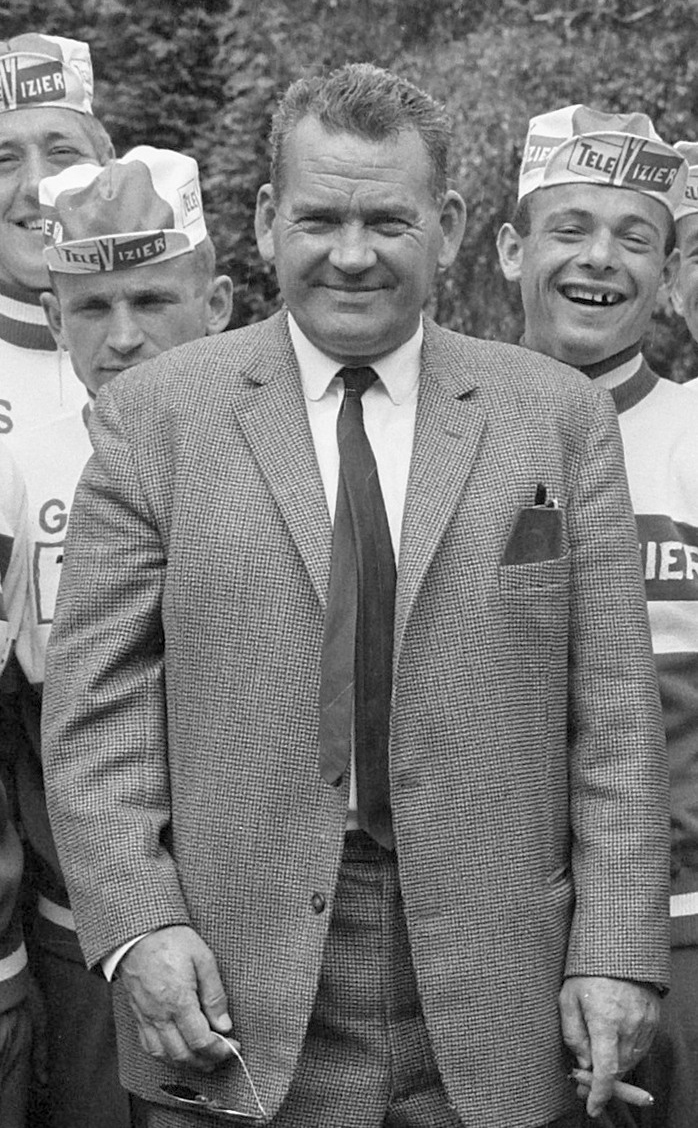
Kees Pellenaars als Sportlicher Leiter der Mannschaft Televizier (1965)

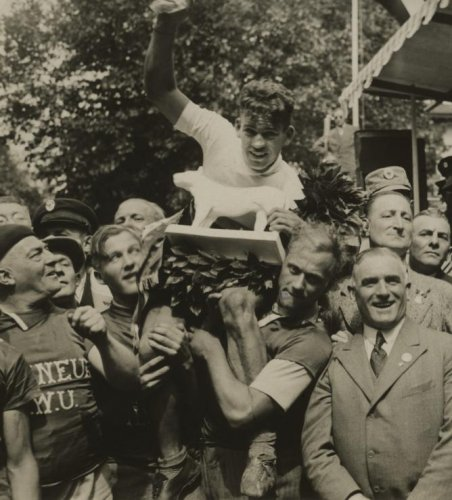
Der 18-jährige Pellenaars wird 1934 als Straßen-Weltmeister gefeiert.

Cornelius Petrus „Kees“ Pellenaars (* 10. Mai 1913 in Terheijden, heute zu Drimmelen; † 30. Januar 1988 in Breda) war ein niederländischer Radrennfahrer und Sportlicher Leiter. 1934 gewann er als erster Niederländer die Straßenweltmeisterschaft.

## Sportliche Laufbahn
Kees Pellenaars stammte aus armen Verhältnissen und machte ab seinem 13. Lebensjahr eine Ausbildung zum Zimmermann. Von seinem Taschengeld sparte er sich ein Rennrad zusammen und fuhr 1932 erfolgreich erste Rennen. 1934 wurde er im Alter von 18 Jahren in Leipzig überraschend Weltmeister der Amateure im Straßenrennen. Damit war er der erste Niederländer, der eine Weltmeisterschaft im Radsport errang; für Pellenaars selbst bedeutete die Reise nach Leipzig seine erste ins Ausland sowie seine erste Zugfahrt. Zwei Jahre später wurde „de Pel“ niederländischer Meister auf der Straße. Bis zum Beginn des Zweiten Weltkriegs und danach konzentrierte er sich, inzwischen Profi geworden, auf Sechstagerennen und andere Bahnrennen. Er startete bei 31 Sixdays, von denen er vier gewinnen konnte, 1936 in Paris mit Adolf Schön, 1937 in Kopenhagen, 1938 in Gent und 1939 in Brüssel mit Frans Slaats.
Bei seiner Teilnahme an der Deutschland-Rundfahrt 1950 machte Pellenaars Schlagzeilen: Er fuhr mit 80 km/h auf einen Sattelschlepper auf, wobei er sich so schwer verletzte, dass eine belgische Zeitung schon einen Nachruf auf ihn veröffentlichte. Er genas jedoch von seinen Verletzungen, beendete aber anschließend seine aktive Rennfahrer-Laufbahn.

## Sportlicher Leiter
Ab 1951 fungierte Kees Pellenaars als Sportlicher Leiter der niederländischen Straßen-Nationalmannschaft bei der Tour de France. Bei Pellenaars' Debüt stürzte sein stärkster Fahrer und Träger des Gelben Trikots, Wim van Est, in eine 70 Meter tiefe Schlucht, aus der ihn der Teamleiter mit Hilfe von 40 zusammengeknoteten Fahrradschläuchen bergen ließ. Anschließend nahm er die gesamte Mannschaft aus dem Rennen.
Durch Erfolge niederländischer Fahrer bei der Tour in den folgenden Jahren wurde Pellenaars in den Niederlanden sehr populär, wenn der passionierte Zigarrenraucher auch wegen seiner rüden Art und seines Lebenswandels umstritten war. Als er 1956 den beliebten van Est nicht für die Tour nominierte, wurde er von wütenden Fans angefeindet, die ihm eine „Lektion“ androhten. Daraufhin ließ er am Giebel seines Hauses ein Schild anbringen mit der Aufschrift: "Hier is 't." (holl. = Hier ists). Im Jahr darauf wurde er als Sportlicher Leiter des Nationalteams entlassen und war in den folgenden Jahren für verschiedene Profi-Teams tätig; einer seiner erfolgreichsten Fahrer war Henk Nijdam.
Zum 100. Geburtstag von Pellenaars im Mai 2013 organisierte das Wielercomité Prinsenbeek ein Treffen aller Fahrer, die in den Mannschaften gefahren waren, die er geleitet hatte, darunter Gerrit Voorting, Henk Faanhof, Jo de Roo und Gerben Karstens.

## Rolle im Nationalsozialismus
Am 31. Dezember 1939 wurde der deutsche Radrennfahrer Albert Richter in einem Zug Richtung Schweiz an der Grenze wegen Devisenschmuggels verhaftet; wenige Tage später wurde er tot in seiner Zelle im Gefängnis von Lörrach aufgefunden. Die offiziellen Todesangaben reichten von Ski-Unfall bis „auf der Flucht erschossen“. Kees Pellenaars und sein niederländischer Rennfahrer-Kollege Cor Wals hatten zufällig im selben Zug gesessen, wurden Zeuge der Verhaftung und machten dies in einer niederländischen Zeitung öffentlich. Darauf reagierte die NS-Sportführung mit einer neuerlichen Version von einem Selbstmord in der Gefängniszelle. Ohne die Aussage der beiden Niederländer wäre Richters Verhaftung eventuell niemals publik geworden.
Dieses Erlebnis hinderte die beiden niederländischen Fahrer nicht daran, später in die Waffen-SS einzutreten. Pellenaars, dem die Niederländer nach dem Krieg auch seine vielen Starts in Deutschland während des Nationalsozialismus verübelten, konnte sich im Jahr 1947 erfolgreich als „Verführter“ von Cor Wals darstellen. Darüber gerieten die beiden Freunde so in Streit, dass sie bis zum Ende ihres Lebens nie wieder miteinander sprachen. Wals wurde wegen seiner aktiven Rolle beim Einsatz holländischer Zwangsarbeiter in Russland zu 15 Jahren Haft verurteilt.